# Knud Knudsen (fotograaf)

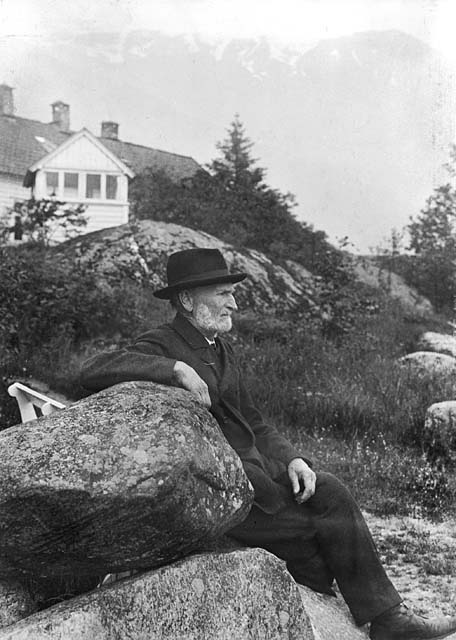
Knud Knudsen, zelfportret

Knud Knudsen (Odda, 3 januari 1832 – Bergen, 21 mei 1915) was een Noors fotograaf.

## Leven en werk
Knudsen werd geboren in het kustplaatsje Odda als zoon van een groothandelaar in levensmiddelen voor de Noorse provincie Hardanger. Ook Knudsen zelf was aanvankelijk voorbestemd om koopman te worden. In 1862 ging hij naar Reutlingen om pomologie te studeren. Om zijn reis door Duitsland te documenteren schafte Knudsen zich een fototoestel aan en keerde vervolgens terug geheel in de ban van de fotografie. In 1864 opende hij een fotoatelier te Bergen, waarmee hij de eerste professionele fotograaf werd in Noorwegen.
Knudsen wordt gezien als de belangrijkste pionier van de negentiende-eeuwse Noorse fotografie. Hij bereisde het hele land en liet talrijke foto’s na welke voor Noorwegen van grote historische en etnologische waarde zijn. Ook maakte hij veel stereoscopieën.
Veel van Knudsens negatieven en prints bevinden zich thans in de bibliotheek van de Universiteit van Bergen.

## Fotogalerij

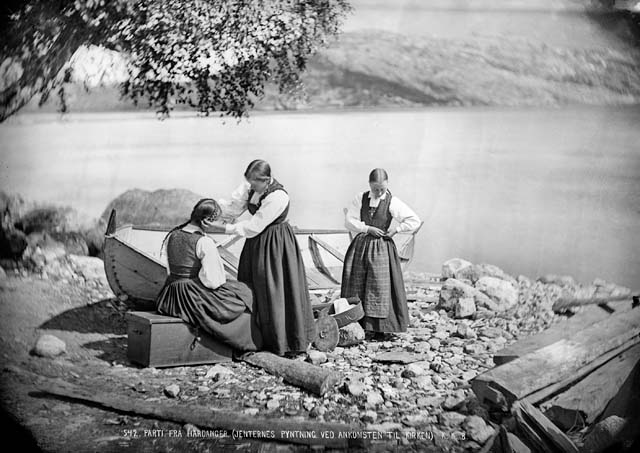
Meisjes gekleed voor de kerk, 1871
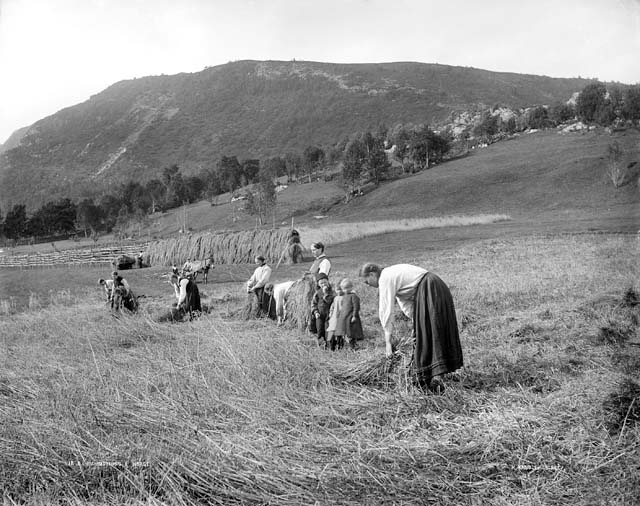
Graanoogst in Sunnmoere, ca. 1890
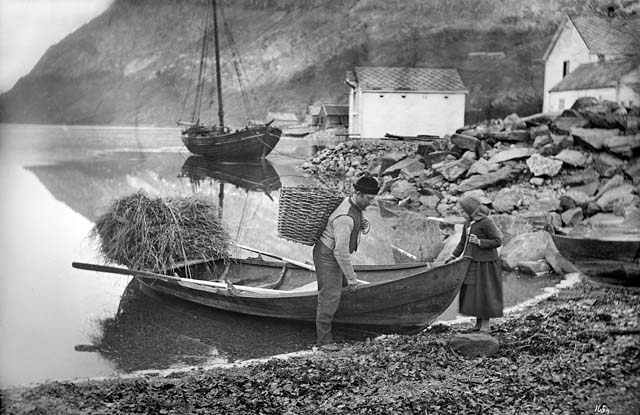
Strand met mensen, 1876
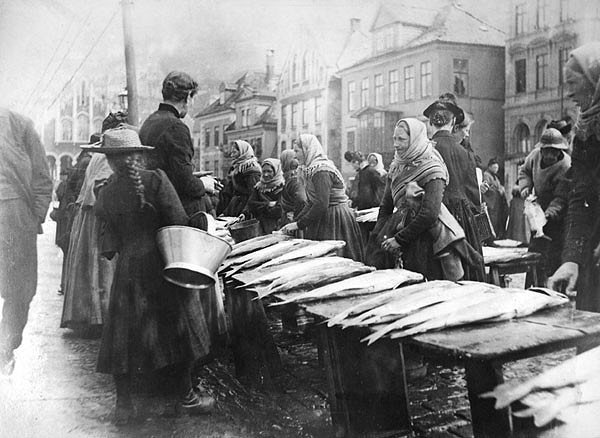
Vismarkt in Bergen, 1880-1890
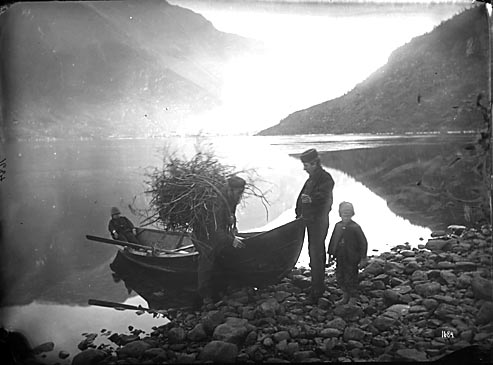
Vader met kinderen, ca. 1880
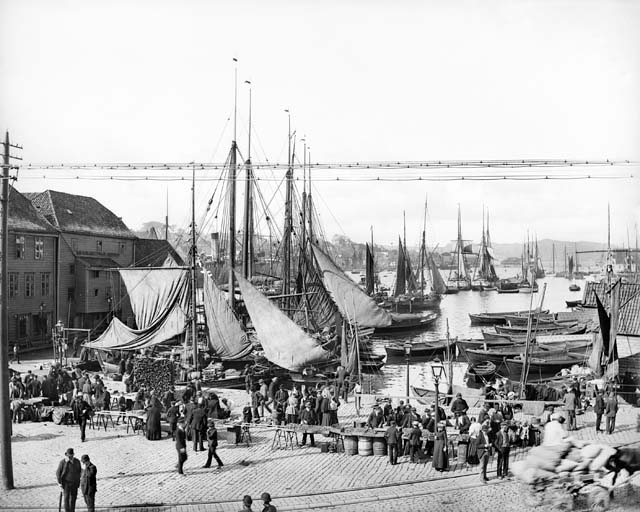
Haven in Bergen, ca. 1880
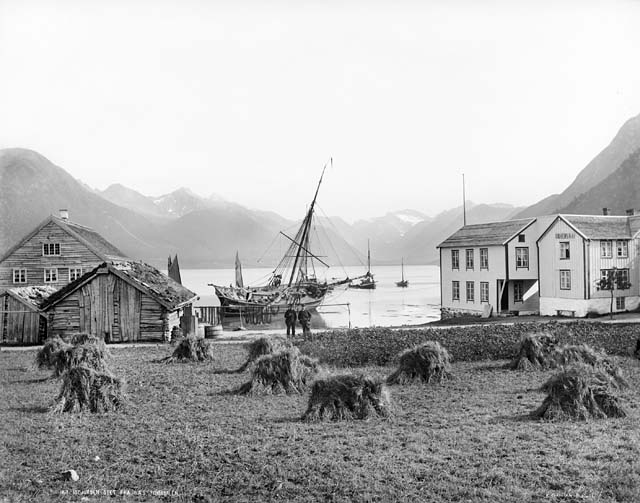
Isfjorden, Næs, Romsdalen, 1888
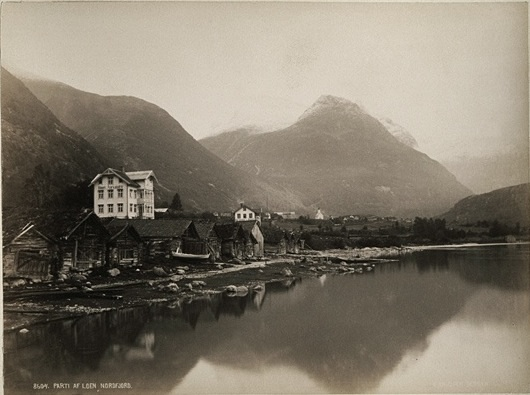
Parti af Loen, ca. 1880
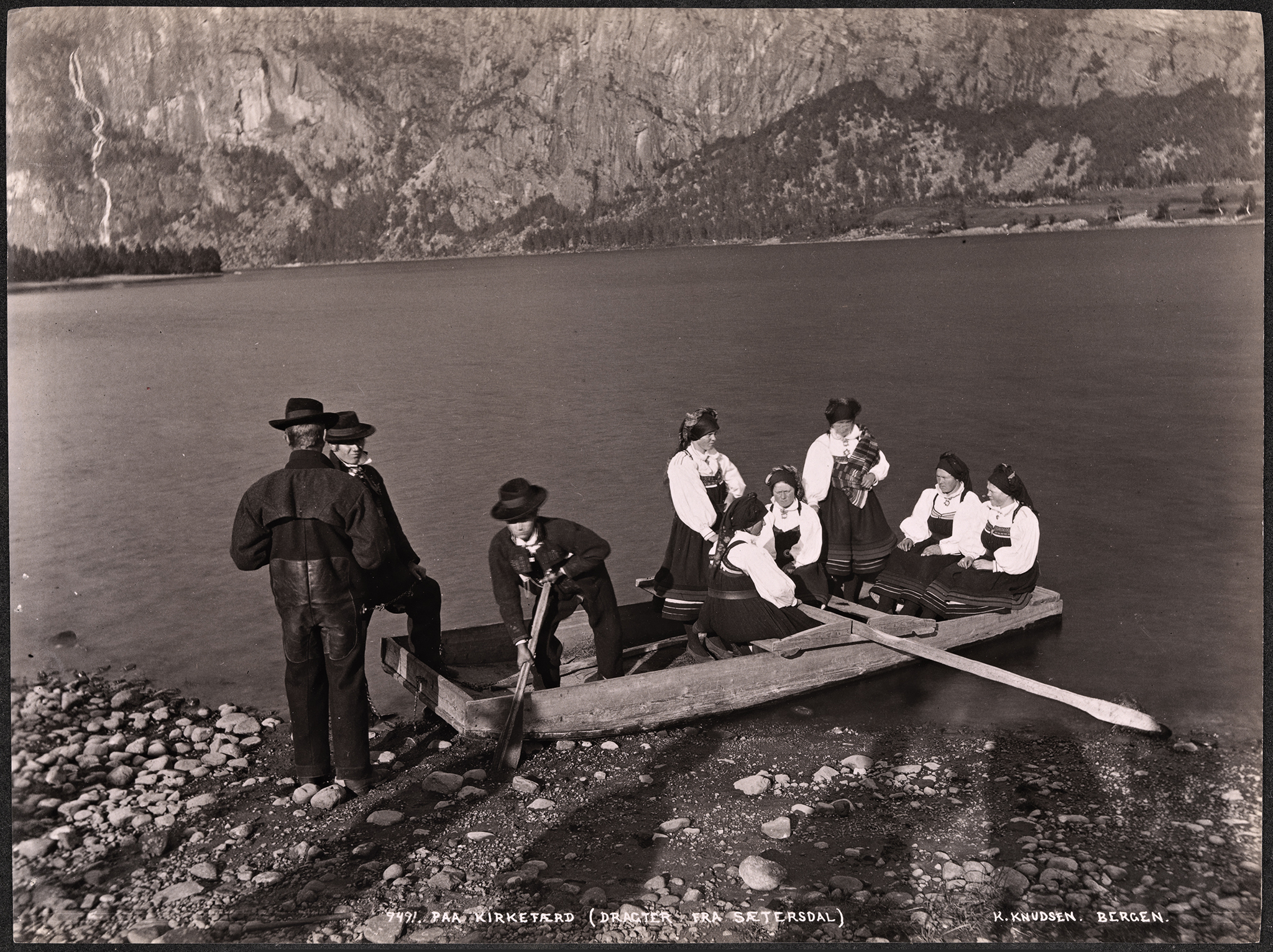
Kirkefærd, 1894
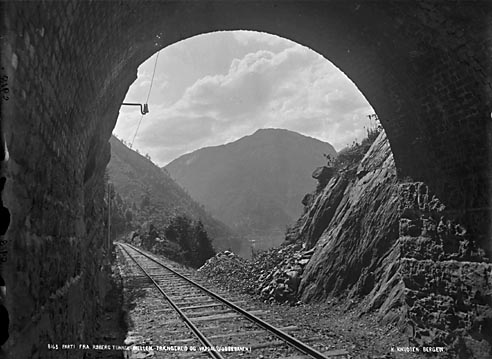
Vossebanen, zj.